# Qualificazioni alla Coppa dei Caraibi 2005
Sono elencate di seguito le date e i risultati per le qualificazioni alla Coppa dei Caraibi 2005.

## Formula
30 membri CFU: Barbados (come paese ospitante) è qualificato direttamente. Rimangono 29 squadre per 3 posti disponibili per la fase finale. Sint Maarten, Bahamas, Turks e Caicos, Aruba e Anguilla si ritirano alla prima fase; Antille Olandesi, Guyana e Rep. Dominicana si ritirano alla seconda fase. Le qualificazioni si dividono in tre fasi: 
- Prima fase - 10 squadre, giocano playoff di andata e ritorno, le vincenti accedono alla seconda fase.
- Seconda fase - 24 squadre, divisi in 6 gruppi, giocano partite di sola andata, le prime e le seconde classificate si qualificano alla terza fase.
- Terza fase - 12 squadre, giocano playoff di andata e ritorno, le tre vincenti si qualificano alla fase finale.

## Prima fase
|  | Saint-Martin | – | Sint Maarten |  |

|  | Sint Maarten | – | Saint-Martin |  |

NB: incontri non giocati per ritiro di Sint Maarten
Saint-Martin qualificata alla seconda fase.
|  | Bahamas | – | Turks e Caicos |  |

|  | Turks e Caicos | – | Bahamas |  |

NB: incontri non giocati per ritiro di Bahamas e Turks e Caicos
| 5 settembre 2004 | Guyana | – | Suriname |  |

| 11 settembre | Suriname | – | Guyana |  |

NB: incontri non giocati per qualificazione a tavolino
Guyana e Suriname qualificate alla seconda fase.
|  | Bermuda | – | Aruba |  |

|  | Aruba | – | Bermuda |  |

NB: incontri non giocati per ritiro di Aruba
Bermuda qualificata alla seconda fase.
|  | Antigua e Barbuda | – | Anguilla |  |

|  | Anguilla | – | Antigua e Barbuda |  |

NB: incontri non giocati per ritiro di Anguilla
Antigua e Barbuda qualificata alla seconda fase.

## Seconda fase

### Gruppo 1
| Arbitro: | Piper |

| |           |  |
| Mesidor 13’ 30’ 48’ Ulcena 17’ 70’ Leonel 33’ Chery 40’ 90+1’ Lormero 57’ Germain 64’ Thelamour 87’ | Marcatori |  |

| Arbitro: | Brizan |

|                                                                                          |           |  |
| Dean 2’ 11’ 30’ Hue 10’ Shelton 17’ 39’ 45’ 52’ Stephenson 18’ Scarlett 20’ 85’ West 54’ | Marcatori |  |

| Arbitro: | Brizan |

|                         |           |  |
| Bruny 25’ Thelamour 67’ | Marcatori |  |

| Arbitro: | Piper |

|                                                                                               |           |           |
| Shelton 8’ Dean 23’ 32’ Hue 34’ 53’ 56’ Stephenson 39’ Williams 50’ Davis 62’ Bennett 65’ 66’ | Marcatori | 72’ Lauro |

| Arbitro: | Piper |

|                                     |           |            |
| Stephenson 20’ Dean 22’ Shelton 30’ | Marcatori | 41’ Ulcena |

| Kingston 28 novembre 2004 | Saint-Martin | 0 – 0 | Isole Vergini Americane | Independence Park (200 spett.)\| Arbitro: \| Brizan \| |
| Arbitro:                  | Brizan       |       |                         |                                                        |

| Pos | Squadra                 | P.ti | G | V | N | P | GF | GS | DR  |
| --- | ----------------------- | ---- | - | - | - | - | -- | -- | --- |
| 1   | Giamaica                | 9    | 3 | 3 | 0 | 0 | 26 | 2  | +24 |
| 2   | Haiti                   | 6    | 3 | 2 | 0 | 1 | 14 | 3  | +11 |
| 3   | Saint-Martin            | 1    | 3 | 0 | 1 | 2 | 0  | 14 | -14 |
| 4   | Isole Vergini Americane | 1    | 3 | 0 | 1 | 2 | 1  | 22 | -21 |

Giamaica e Haiti qualificate alla terza fase.

### Gruppo 2
| Arbitro: | Fenus |

|            |           |  |
| Cosset 53’ | Marcatori |  |

| Arbitro: | Arthur |

|                                                 |           |             |
| Bullet 27’ 45’ Goron 44’ Percin 60’ Thalien 85’ | Marcatori | 42’ Peltier |

| Arbitro: | Arthur |

|  |           |                                                                |
|  | Marcatori | 13’ 39’ D. Mocka 23’ 26’ 35’ E. Mocka 47’ Laurent 76’ Cassubie |

| Rivière-Pilote 12 novembre 2004 | Martinica | 0 – 0 | Guyana francese | Stade En Camée\| Arbitro: \| Fenus \| |
| Arbitro:                        | Fenus     |       |                 |                                       |

| Arbitro: | Fenus |

|  |           |                                          |
|  | Marcatori | 4’ Boecasse 70’ Martinon 78’ 85’ Breleur |

| Fort-de-France 14 novembre 2004 | Martinica | 0 – 0 | Guadalupa | Stade d'Honneur de Dillon\| Arbitro: \| Arthur \| |
| Arbitro:                        | Arthur    |       |           |                                                   |

| Pos | Squadra         | P.ti | G | V | N | P | GF | GS | DR  |
| --- | --------------- | ---- | - | - | - | - | -- | -- | --- |
| 1   | Guyana francese | 7    | 3 | 2 | 1 | 0 | 10 | 1  | +9  |
| 2   | Martinica       | 4    | 3 | 1 | 1 | 1 | 7  | 4  | +3  |
| 3   | Guadalupa       | 3    | 3 | 0 | 3 | 0 | 4  | 4  | 0   |
| 4   | Dominica        | 1    | 3 | 0 | 1 | 2 | 2  | 14 | -12 |

Guyana francese e Martinica qualificate alla terza fase.

### Gruppo 3
| 6 ottobre 2004 | Rep. Dominicana | – | Guyana |  |

| 6 ottobre 2004 | Cuba | – | Antille Olandesi |  |

| 8 ottobre 2004 | Antille Olandesi | – | Rep. Dominicana |  |

| 8 ottobre 2004 | Cuba | – | Guyana |  |

| 10 ottobre 2004 | Guyana | – | Antille Olandesi |  |

| 10 ottobre 2004 | Cuba | – | Rep. Dominicana |  |

NB: incontri non giocati per ritiro di Antille Olandesi, Guyana e Rep. Dominicana.
| Pos | Squadra          | P.ti     | G        | V        | N        | P        | GF       | GS       | DR       |
| --- | ---------------- | -------- | -------- | -------- | -------- | -------- | -------- | -------- | -------- |
| 1   | Cuba             | 0        | 0        | 0        | 0        | 0        | 0        | 0        | 0        |
| -   | Antille Olandesi | Ritirato | Ritirato | Ritirato | Ritirato | Ritirato | Ritirato | Ritirato | Ritirato |
| -   | Guyana           | Ritirato | Ritirato | Ritirato | Ritirato | Ritirato | Ritirato | Ritirato | Ritirato |
| -   | Rep. Dominicana  | Ritirato | Ritirato | Ritirato | Ritirato | Ritirato | Ritirato | Ritirato | Ritirato |

Cuba qualificata alla terza fase.

### Gruppo 4
| Arbitro: | Forde |

|                        |           |                                  |
| Charles 46’ Bishop 50’ | Marcatori | 27’ (aut.) Modeste 59’ Sandvliet |

| Arbitro: | Callender |

|                                            |           |  |
| Glen 13’ 43’ 47’ King 81’ (rig.) Smith 88’ | Marcatori |  |

| Arbitro: | Forde |

|           |           |               |
| Ortíz 79’ | Marcatori | 45’ Sandvliet |

| Arbitro: | Callender |

|                            |           |  |
| Pierre 22’ (rig.) Gray 49’ | Marcatori |  |

| Arbitro: | Forde |

|          |           |  |
| Glen 65’ | Marcatori |  |

| Arbitro: | Callender |

|                                                                  |           |                       |
| Vélez 1’ (aut.) Charles 3’ Rennie 58’ Williams 68’ Langaigne 75’ | Marcatori | 84’ García 86’ Nieves |

| Pos | Squadra           | P.ti | G | V | N | P | GF | GS | DR |
| --- | ----------------- | ---- | - | - | - | - | -- | -- | -- |
| 1   | Trinidad e Tobago | 9    | 3 | 3 | 0 | 0 | 8  | 0  | +8 |
| 2   | Grenada           | 4    | 3 | 1 | 1 | 1 | 7  | 6  | +1 |
| 3   | Suriname          | 2    | 3 | 0 | 2 | 1 | 3  | 4  | -1 |
| 4   | Porto Rico        | 1    | 3 | 0 | 1 | 2 | 3  | 11 | -8 |

Trinidad e Tobago e Grenada qualificate alla terza fase.

### Gruppo 5
| Arbitro: | Prendergast |

|            |           |           |
| Haynes 53’ | Marcatori | 69’ Forde |

| Arbitro: | Mathews |

|           |           |                   |
| Berry 48’ | Marcatori | 4’ Hill 34’ Smith |

| Kingstown 26 novembre 2004                                                                           | Saint Vincent e Grenadine | 3 – 3                              | Bermuda | Arnos Vale Stadium |
| \| \| \| \| \| Pierre 7’ Haynes 52’ Samuel 54’ \| Marcatori \| 42’ Smith 82’ Lowe 90’ (rig.) Ming \| |                           |                                    |         |                    |
| |                           |                                    |         |                    |
| Pierre 7’ Haynes 52’ Samuel 54’                                                                      | Marcatori                 | 42’ Smith 82’ Lowe 90’ (rig.) Ming |         |                    |

| Kingstown 26 novembre 2004                      | Isole Cayman | 1 – 0 | Isole Vergini Britanniche | Arnos Vale Stadium |
| \| \| \| \| \| Whittaker 49’ \| Marcatori \| \| |              |       |                           |                    |
|                                                 |              |       |                           |                    |
| Whittaker 49’                                   | Marcatori    |       |                           |                    |

| Arbitro: | Mathews |

|               |           |  |
| James 12’ 24’ | Marcatori |  |

| Arbitro: | Prendergast |

|  |           |                                                      |
|  | Marcatori | 20’ Samuel 43’ (rig.) Forde 51’ Haynes 80’ Gonsalves |

| Pos | Squadra                   | P.ti | G | V | N | P | GF | GS | DR |
| --- | ------------------------- | ---- | - | - | - | - | -- | -- | -- |
| 1   | Saint Vincent e Grenadine | 5    | 3 | 1 | 2 | 0 | 8  | 4  | +4 |
| 2   | Isole Vergini Britanniche | 4    | 3 | 1 | 1 | 1 | 3  | 2  | +1 |
| 3   | Bermuda                   | 4    | 3 | 1 | 1 | 1 | 5  | 6  | -1 |
| 4   | Isole Cayman              | 3    | 3 | 1 | 0 | 2 | 2  | 6  | -4 |

Saint Vincent e Grenadine e Isole Vergini Britanniche qualificate alla terza fase.

### Gruppo 6
| Arbitro: | Bedeau |

|                                                       |           |           |
| Francis 10’ 45’ 86’ Connonier 36’ Isaac 57’ Hodge 83’ | Marcatori | 81’ Adams |

| Arbitro: | Phillip |

|                                            |           |                                                              |
| Bramble 36’ Fox 41’ Menedes 50’ Farrel 61’ | Marcatori | 32’ (aut.) Hawson 53’ Frederick 67’ 82’ Gonsalves 72’ Thomas |

| Arbitro: | Bedeau |

|             |           |             |
| Francis 14’ | Marcatori | 67’ Gilbert |

| Basseterre 4 novembre 2004 | Saint Lucia | 3 – 0 | Montserrat | Warner Park |

NB: incontro vinto a tavolino da Saint Lucia
| Arbitro: | Phillip |

|                        |           |  |
| Sargeant 34’ Isaac 45’ | Marcatori |  |

| Arbitro: | Bedeau |

|            |           |                      |
| Dublin 65’ | Marcatori | 22’ Elva 27’ Gilbert |

| Pos | Squadra             | P.ti | G | V | N | P | GF | GS | DR |
| --- | ------------------- | ---- | - | - | - | - | -- | -- | -- |
| 1   | Saint Kitts e Nevis | 7    | 3 | 2 | 1 | 0 | 9  | 2  | +7 |
| 2   | Saint Lucia         | 7    | 3 | 2 | 1 | 0 | 6  | 2  | +4 |
| 3   | Antille Olandesi    | 3    | 3 | 1 | 0 | 2 | 6  | 8  | -2 |
| 4   | Montserrat          | 0    | 3 | 0 | 0 | 3 | 5  | 14 | -9 |

Saint Kitts e Nevis e Saint Lucia qualificate alla terza fase.

## Terza fase

### Primo turno
| Arbitro: | Jeanvillier |

|            |           |               |
| Joseph 23’ | Marcatori | 42’ Priestley |

| Arbitro: | Gutiérrez |

|                 |           |          |
| Dean 1’ Hue 67’ | Marcatori | 23’ Elva |

Giamaica qualificata al secondo turno.
| Arbitro: | McNab |

|           |           |  |
| Cadet 62’ | Marcatori |  |

| Arbitro: | Bhimull |

|  |           |                        |
|  | Marcatori | 16’ Cadet 70’ Dorcelus |

Haiti qualificata al secondo turno.
| Arbitro: | Campbell |

|                       |           |  |
| Faife 62’ Galindo 87’ | Marcatori |  |

| Arbitro: | Gordon |

|  |           |                       |
|  | Marcatori | 9’ Cervantes 63’ Moré |

Cuba qualificata al secondo turno.
| Arbitro: | Arthur |

|  |           |                                     |
|  | Marcatori | 7’ 65’ Pierre 87’ Jemmott 90’ Spann |

| Arbitro: | Lancaster |

|                    |           |  |
| Pierre 21’ Eve 61’ | Marcatori |  |

Trinidad e Tobago qualificata al secondo turno.
| Arbitro: | Arthur |

|                              |           |            |
| Samuel 10’ Guy 23’ Velox 64’ | Marcatori | 59’ Rennie |

| Arbitro: | Small |

|  |           |            |
|  | Marcatori | 6’ Francis |

Saint Vincent e Grenadine qualificata al secondo turno.
Guyana francese qualificata direttamente al secondo turno senza disputare alcun incontro.

### Secondo turno
| 8 gennaio 2005                                                                             | Giamaica  | 5 – 0 | Guyana francese |  |
| \| \| \| \| \| Hue 13’ Stewart 57’ Shelton 62’ Scarlett 75’ Bennett 83’ \| Marcatori \| \| |           |       |                 |  |
|                                                                                            |           |       |                 |  |
| Hue 13’ Stewart 57’ Shelton 62’ Scarlett 75’ Bennett 83’                                   | Marcatori |       |                 |  |

| 15 gennaio 2005 | Guyana francese | 0 – 0 | Giamaica |  |

Giamaica qualificata alla fase finale.
| 9 gennaio 2005                                                               | Trinidad e Tobago | 3 – 1      | Saint Vincent e Grenadine |  |
| \| \| \| \| \| Glasgow 51’ Fitzpatrick 54’ 62’ \| Marcatori \| 24’ Haynes \| |                   |            |                           |  |
|                                                                              |                   |            |                           |  |
| Glasgow 51’ Fitzpatrick 54’ 62’                                              | Marcatori         | 24’ Haynes |                           |  |

| 16 gennaio 2005                                    | Saint Vincent e Grenadine | 1 – 0 | Trinidad e Tobago |  |
| \| \| \| \| \| Forde 65’ (rig.) \| Marcatori \| \| |                           |       |                   |  |
|                                                    |                           |       |                   |  |
| Forde 65’ (rig.)                                   | Marcatori                 |       |                   |  |

Trinidad e Tobago qualificata alla fase finale.
| 9 gennaio 2005                                | Haiti     | 0 – 1 | Cuba |  |
| \| \| \| \| \| Galindo 51’ \| Marcatori \| \| |           |       |      |  |
|                                               |           |       |      |  |
| Galindo 51’                                   | Marcatori |       |      |  |

| 16 gennaio 2005                                          | Cuba      | 1 – 1 (d.t.s.) | Haiti |  |
| \| \| \| \| \| Márquez 111’ \| Marcatori \| 57’ Cadet \| |           |                |       |  |
|                                                          |           |                |       |  |
| Márquez 111’                                             | Marcatori | 57’ Cadet      |       |  |

Cuba qualificata alla fase finale.